# Maucourt (Oise)
Maucourt – miejscowość i gmina we Francji, w regionie Hauts-de-France, w departamencie Oise.
Według danych na rok 1990 gminę zamieszkiwały 93 osoby, a gęstość zaludnienia wynosiła 30 osób/km² (wśród 2293 gmin Pikardii Maucourt plasuje się na 904. miejscu pod względem liczby ludności, natomiast pod względem powierzchni na miejscu 1047.).